# 史寧
史 寧（し ねい、生年不詳 - 563年）は、中国の北魏から北周にかけての軍人。字は永和。本貫は建康郡表氏県。山下将司は、史寧がソグド系である可能性を指摘している。

## 経歴
北魏の楼煩郡太守の史遵の子として生まれた。若くして軍功により別将となった。直閤将軍・都督に転じ、禁中に宿衛した。まもなく持節・征東将軍・金紫光禄大夫の位を加えられた。532年、賀抜勝が荊州刺史となると、史寧は本官のまま賀抜勝の軍司となり、1000の兵を率いて賀抜勝に従った。荊州の少数民族が反抗すると、史寧が先頭に立って鎮圧した。まもなく南郢州刺史に任じられた。賀抜勝が南道大行台となると、史寧は大都督となった。1万の兵を率いて南朝梁の下溠戍を攻め落とし、武平県伯に封じられた。また南朝梁の斉興鎮など9城を攻め落とし、2万戸を得て帰還した。534年、孝武帝が関中に入ると、孝武帝に従った。東魏が侯景を派遣して荊州に侵攻してくると、史寧は賀抜勝に従って南朝梁に亡命した。南朝梁にあること2年、賀抜勝はひそかに史寧と西魏に帰国する計画を立て、朱异を通じて武帝に帰国の許可をえた。
536年、史寧は南朝梁から西魏に帰還し、その爵位は侯に進んだ。長らくして、車騎将軍・行涇州事に転じた。莫折後熾が西魏に反抗すると、史寧は涇州の兵を率いて行原州事の李賢とともに乱の討伐にあたった。通直散騎常侍・東義州刺史となった。東魏が胡梨苟を東義州刺史として派遣してくると、史寧は胡梨苟を迎撃して撃破した。東魏の洛安郡太守の馮善道を斬った。東義州は国境に隣接していて、人民の流出入があり、史寧が慰撫につとめて生業につかせた。
546年、涼州刺史に転じた。史寧が着任しないうちに、前刺史の宇文仲和が涼州に拠って乱を起こしたので、独孤信と史寧が討伐にあたることとなった。史寧は先に涼州に入り、涼州の官吏や民衆を説得して降伏させた。宇文仲和は城に拠って降伏しようとしなかったが、まもなく城は陥落した。史寧は車騎大将軍・儀同三司・大都督・涼西涼二州諸軍事・散騎常侍・涼州刺史となった。549年、驃騎大将軍・開府儀同三司となり、侍中の任を加えられ、爵位は公に進んだ。
550年、宕昌羌の梁獠甘が乱を起こし、宕昌王の梁弥定を追放して自立し、傍乞鉄怱や鄭五醜らと連係したので、西魏は史寧や宇文貴・豆盧寧らに梁獠甘を討たせた。梁獠甘は一党を分散させ、単騎しか通行不能な山路の険阻な地に防柵を立てて守らせたが、史寧はこれらを攻め落とした。梁獠甘が3万人を率いて迎撃したが、史寧はこれを撃破して宕昌まで追撃した。梁獠甘は100騎を率いて生羌の鞏廉玉のところに逃れた。梁弥定はこのため復位することができた。史寧は西魏軍の引き揚げの噂を流して梁獠甘を誘い出し、梁獠甘が再び梁弥定の追放を狙って攻めこんできたところを捕らえて斬り、また鞏廉玉を捕らえて長安に送った。鹵獲した物資は私することなく、将士に分配した。凱旋すると、部下を率いて河陽に駐屯した。
552年、再び大都督・涼甘瓜三州諸軍事・涼州刺史となった。かつて柔然と西魏は和親を結んでいたが、後に離反した。柔然の阿那瓌が突厥に敗れて殺害されると、柔然の残党は阿那瓌の子孫を奉じて、河西に侵入した。史寧は兵を率いて迎撃し、阿那瓌の子孫ふたりと部落の首長を捕らえた。史寧の爵位は安政郡公に進んだ。554年、吐谷渾が北斉に使者を送ると、史寧はその使者を攻めて捕らえ、大将軍となった。
突厥の木汗可汗が涼州に道を借りて、吐谷渾に遠征すると、宇文泰は史寧に命じて突厥の援軍として参加させた。突厥と西魏の軍が番禾に到着すると、吐谷渾軍は南山に逃亡した。木汗可汗は兵を分けて吐谷渾軍を追撃し、青海で合流させることとした。史寧は「樹敦と賀真の2城は吐谷渾の巣穴です。いまその根を抜いてしまえば、残りは自然と離散するでしょうから、この2城を落とすのが上策です」と木汗可汗に勧めると、木汗可汗は史寧の言に従った。木汗可汗は北道から賀真に向かい、史寧は樹敦におもむいた。史寧は迎撃に出てきた渾娑周王を斬り、樹敦で征南王を生け捕りにした。捕虜とした男女や財宝はすべて突厥のものとした。渾賀羅抜王が険阻な地に拠って防柵をめぐらし、史寧の進軍路を阻むと、史寧は防柵を攻め落とした。木汗可汗もまた賀真を落とし、吐谷渾主の妻子を捕らえた。史寧は軍を帰して青海にいたり、木汗可汗と合流した。木汗可汗は史寧の手を握って、その勇気をたたえ、良馬を与えた。突厥の人は史寧を畏怖して「これ中国の神智人なり」と言った。凱旋して涼州に帰った。まもなく長安に召されて入朝すると、宇文泰の死に遭遇して、史寧は慟哭してやまず、墓所で勝利を報告した。
557年、北周が建国されると、史寧は小司徒の位を受け、荊襄淅郢等五十二州及江陵鎮防諸軍事・荊州刺史として出向した。しかし、汚職に手を染め、かつての名声を損なってしまった。
563年、荊州で死去した。諡を烈といった。

## 子女

### 男子
- 史雄（後嗣。字は世武。宇文泰の娘の永富公主を妻とした。使持節・驃騎大将軍・開府儀同三司となり、駕部中大夫・大馭中大夫に累進した。辛威に従って金城に駐屯し、軍中で没した。享年は24）
- 史祥（字は世休。武遂県公）
- 史雲（字は世高。武平県公、司織下大夫・儀同大将軍、萊州刺史）
- 史威（字は世儀。武当県公、武賁郎将）

### 女子
- 史世貴（韋寿の妻）

## 伝記資料
- 『周書』巻28 列伝第20
- 『北史』巻61 列伝第49